# Zelmo Beaty
Zelmo Beaty jr. (Hillister, 25 ottobre 1939 – Bellevue, 27 agosto 2013) è stato un cestista e allenatore di pallacanestro statunitense, professionista nella NBA e nella ABA.

## Carriera
Venne selezionato dai St. Louis Hawks al primo giro del Draft NBA 1962 (3ª scelta assoluta).
Il 21 Febbraio 1972 nella partita contro i Pittsburgh Condors mette a segno 63 punti nella vittoria degli Utah Stars per 149 a 140, la più grande prestazione realizzativa di sempre nella storia dell'ABA fino a quel momento, superata successivamente solo dai 67 punti di Larry Miller.

## Statistiche
| † | Denota una stagione in cui ha vinto il titolo ABA |
| * | Primo nella lega                                  |

### NBA-ABA

#### Regular Season
| Anno            | Squadra               | PG  | PT | MP   | TC%   | 3P%  | TL%  | RP   | AP  | PRP | SP  | PP   |
| --------------- | --------------------- | --- | -- | ---- | ----- | ---- | ---- | ---- | --- | --- | --- | ---- |
| 1962-1963       | St. Louis Hawks (NBA) | 80* | -  | 24,0 | 43,9  | -    | 71,7 | 8,3  | 1,1 | -   | -   | 10,2 |
| 1963-1964       | St. Louis Hawks       | 59  | -  | 32,6 | 44,4  | -    | 74,1 | 10,7 | 1,3 | -   | -   | 13,1 |
| 1964-1965       | St. Louis Hawks       | 80* | -  | 36,5 | 48,2  | -    | 71,5 | 12,1 | 1,4 | -   | -   | 16,9 |
| 1965-1966       | St. Louis Hawks       | 80* | -  | 38,4 | 47,3  | -    | 75,8 | 13,6 | 1,6 | -   | -   | 20,7 |
| 1966-1967       | St. Louis Hawks       | 48  | -  | 34,6 | 47,3  | -    | 75,8 | 10,7 | 1,3 | -   | -   | 17,8 |
| 1967-1968       | St. Louis Hawks       | 82  | -  | 37,4 | 48,8  | -    | 79,4 | 11,7 | 2,1 | -   | -   | 21,1 |
| 1968-1969       | Atlanta Hawks (NBA)   | 72  | -  | 35,8 | 47,0  | -    | 73,1 | 11,1 | 1,8 | -   | -   | 21,5 |
| 1970-1971†      | Utah Stars (ABA)      | 76  | -  | 38,4 | 55,5* | 50,0 | 79,1 | 15,7 | 1,9 | -   | -   | 22,9 |
| 1971-1972       | Utah Stars            | 84  | -  | 37,3 | 53,9  | 0,0  | 82,9 | 13,2 | 1,5 | -   | -   | 23,6 |
| 1972-1973       | Utah Stars            | 82  | -  | 34,2 | 52,0  | 0,0  | 80,3 | 9,8  | 1,5 | -   | 1,0 | 16,4 |
| 1973-1974       | Utah Stars (ABA)      | 77  | -  | 32,2 | 52,4  | 0,0  | 79,5 | 8,0  | 1,7 | 0,8 | 0,8 | 13,4 |
| 1974-1975       | L.A. Lakers (NBA)     | 69  | -  | 17,6 | 43,9  | -    | 80,0 | 4,7  | 1,1 | 0,7 | 0,4 | 5,5  |
| Carriera NBA    | Carriera NBA          | 570 | -  | 32,2 | 46,9  | -    | 75,0 | 10,4 | 1,5 | 0,7 | 0,4 | 16,0 |
| Carriera ABA    | Carriera ABA          | 319 | -  | 35,5 | 53,6  | 15,4 | 80,7 | 11,6 | 1,6 | 0,8 | 0,9 | 19,1 |
| Carriera Totale | Carriera Totale       | 889 | -  | 33,4 | 49,4  | 15,4 | 77,1 | 10,9 | 1,5 | 0,7 | 0,8 | 17,1 |

#### Massimi in carriera
Regular Season
- Massimo di punti in NBA: 42 (2 volte)
- Massimo di punti in ABA: 63 vs Pittsburgh Condors (21 febbraio 1972)
- Massimo di rimbalzi in NBA: 28 vs Boston Celtics (14 febbraio 1969)
- Massimo di rimbalzi in ABA: 27 vs Carolina Cougars (31 gennaio 1972)
- Massimo di assist in NBA: 9 vs Baltimore Bullets (23 gennaio 1965)
- Massimo di assist in ABA: 7 vs Indiana Pacers (22 marzo 1971)
- Massimo di palle rubate in NBA: 5 vs Portland Trail Blazers (16 novembre 1974)*
- Massimo di palle rubate in ABA: 3 vs New York Nets (28 dicembre 1973)*
- Massimo di stoppate in NBA: 3 vs Portland Trail Blazers (1º aprile 1975)*
- Massimo di stoppate in ABA: 4 (2 volte)*

(* Le statistiche di queste categorie vennero registrate sistematicamente solo dalla stagione ABA 1973-1974 e NBA 1973-1974)

#### Playoffs
| Anno            | Squadra               | PG  | PT | MP   | TC%  | 3P% | TL%  | RP   | AP  | PRP | SP  | PP   |
| --------------- | --------------------- | --- | -- | ---- | ---- | --- | ---- | ---- | --- | --- | --- | ---- |
| 1963            | St. Louis Hawks (NBA) | 11  | -  | 27,9 | 44,3 | -   | 75,0 | 7,6  | 1,0 | -   | -   | 10,3 |
| 1964            | St. Louis Hawks       | 12* | -  | 36,3 | 52,1 | -   | 59,7 | 9,5  | 1,0 | -   | -   | 14,3 |
| 1965            | St. Louis Hawks       | 4   | -  | 38,5 | 49,2 | -   | 76,0 | 13,8 | 0,3 | -   | -   | 19,3 |
| 1966            | St. Louis Hawks       | 10  | -  | 41,8 | 49,3 | -   | 75,9 | 13,1 | 2,2 | -   | -   | 19,0 |
| 1967            | St. Louis Hawks       | 9   | -  | 35,3 | 44,2 | -   | 78,5 | 9,9  | 1,3 | -   | -   | 15,9 |
| 1968            | St. Louis Hawks       | 6   | -  | 39,8 | 46,7 | -   | 78,2 | 13,5 | 2,5 | -   | -   | 21,5 |
| 1969            | Atlanta Hawks (NBA)   | 11  | -  | 43,0 | 43,2 | -   | 67,2 | 12,9 | 2,3 | -   | -   | 22,5 |
| 1971†           | Utah Stars (ABA)      | 18  | -  | 38,8 | 53,6 | -   | 84,6 | 14,6 | 2,4 | -   | -   | 23,2 |
| 1972            | Utah Stars            | 11  | -  | 40,3 | 55,2 | -   | 83,0 | 14,0 | 2,2 | -   | -   | 20,1 |
| 1973            | Utah Stars            | 10  | -  | 38,7 | 55,2 | -   | 82,7 | 11,6 | 1,4 | -   | -   | 15,9 |
| 1974            | Utah Stars            | 13  | -  | 36,3 | 50,3 | -   | 82,5 | 10,8 | 1,6 | 1,4 | 0,9 | 14,8 |
| Carriera NBA    | Carriera NBA          | 63  | -  | 37,2 | 46,6 | -   | 71,8 | 11,0 | 1,6 | -   | -   | 17,0 |
| Carriera ABA    | Carriera ABA          | 52  | -  | 38,5 | 53,4 | 0,0 | 83,5 | 13,0 | 2,0 | 1,4 | 0,9 | 19,1 |
| Carriera Totale | Carriera Totale       | 115 | -  | 37,8 | 49,6 | -   | 77,0 | 11,9 | 1,7 | 1,4 | 0,9 | 17,9 |

#### Massimi in carriera
Playoffs
- Massimo di punti in NBA: 46 vs San Francisco Warriors (23 marzo 1968)
- Massimo di punti in ABA: 40 vs Kentucky Colonels (5 maggio 1971)
- Massimo di rimbalzi in NBA: 22 vs San Francisco Warriors (23 marzo 1968)
- Massimo di rimbalzi in ABA: 25 vs Indiana Pacers (17 aprile 1972)
- Massimo di assist in NBA: 5 vs Los Angeles Lakers (20 aprile 1969)
- Massimo di assist in ABA: 9 vs San Diego Conquistadors (6 aprile 1974)
- Massimo di palle rubate in ABA: 3 vs New York Nets (10 maggio 1974)*
- Massimo di stoppate in ABA: 2 (2 volte)*

(* Le statistiche di queste categorie vennero registrate sistematicamente solo dalla stagione ABA 1973-1974 e NBA 1973-1974)

## Palmarès
- Campionato ABA: 1

Utah Stars: 1971
- ABA Playoffs Most Valuable Player (1971)
- NBA All-Rookie First Team (1963)
- NBA All-Star Game: 2

1966, 1968
- All-ABA Team:2

Second Team: 1971, 1972
- ABA All-Star Game: 3

1971, 1972, 1973
- Migliore nella percentuale di tiro ABA (1971)
- Quarantunesimo miglior marcatore di sempre ABA
- Diciannovesimo miglior marcatore di sempre per numero di punti segnati nei Playoff ABA (66° sommando NBA e ABA)
- Venticinquesimo migliore rimbalzista di sempre ABA (50° sommando NBA e ABA)
- Nono migliore rimbalzista di sempre per rimbalzi a partita ABA in regular season (11,7 rimbalzi a partita)
- Terzo migliore rimbalzista di sempre per rimbalzi a partita ABA nei Playoff (13,0 rimbalzi a partita)
- Ventiquattresimo per numero di stoppate di sempre ABA
- ABA All-Time Team